# Неймовірна подорож містера Співета
«Неймовірна подорож містера Співета» (англ. The Young and Prodigious T.S. Spivet) — англомовний франко-канадсько-австралійський пригодницький фільм режисера і сценариста Жана-П'єра Жене, що вийшов 2013 року. У головних ролях Гелена Бонем Картер, Джуді Девіс, Каллум Кіт Ренні. Стрічка створена на основі роману «Вибрані праці Т. С. Співета» Райфа Ларсена.
Вперше фільм продемонстрували 28 вересня 2013 року в Іспанії на Міжнародному кінофестивалі Доностія-Сан-Себастьян. В Україні у кінопрокаті показ фільму не відбувався. Українською мовою фільм було перекладено й озвучено студією «Омікрон» на замовлення Hurtom.com у рамках проекту «Хочеш кіно українською? Замовляй!».

## Сюжет
Т. С. Співет — десятирічний хлопець, що живе на ранчо разом зі своїми батьками і сестрою. Батько — звичайний фермер, а мати Клер — науковець-любитель, а чотирнадцятирічна сестра мріє стати Міс Америкою. Сам Співет надзвичайно цікавиться наукою, і от одного дня він вирушає до Смітсонівського інституту, щоб отримати нагороду.

## Творці фільму

### Знімальна група
Кінорежисер — Жан-П'єр Жене, сценаристами були Жан-П'єр Жене і Ґійом Лоран, кінопродюсерами — Фредерік Брілліон і Жиль Легран, виконавчі продюсери — Френсіс Боспфлюґ, Жан-П'єр Жене і Тайлер Томпсон. Композитор: Деніс Санакор, кінооператор — Томас Хардмеєр, кіномонтаж: Ерве Шнайд. Підбір акторів — Люсі Робілейл, художник-постановник: Аліна Бонетті, артдиректор: Жан-Андре Карр'є і Пол Гілі, художник по костюмах — Мадлен Фонтейн.

### У ролях
| Актор               | Персонаж                        | Роль              |
| ------------------- | ------------------------------- | ----------------- |
| Гелена Бонем Картер | Клер англ. Clair                | мати Співета      |
| Джуді Девіс         | Ґ. Г. Джібсен англ. G.H. Jibsen |                   |
| Каллум Кіт Ренні    | Батько англ. Father             | батько Співета    |
| Кайл Кетлетт        | Т. С. Співет англ. T.S. Spivet  | 10-річний хлопець |
| Нів Вілсон          | Ґрейсі англ. Gracie             |                   |

## Сприйняття

### Критика
Фільм отримав переважно позитивні відгуки: Rotten Tomatoes дав оцінку 78% на основі 37 відгуків від критиків (середня оцінка 6,1/10) і 71% від глядачів зі середньою оцінкою 3,6/5 (1 318 голосів). Загалом на сайті фільми має позитивний рейтинг, фільму зарахований «стиглий помідор» від кінокритиків і «попкорн» від глядачів, Internet Movie Database — 7,1/10 (8 870 голосів), Metacritic — 53/100 (11 відгуків критиків). Загалом на цьому ресурсі від критиків фільм отримав змішані відгуки.

### Касові збори
Під час показу у США, що розпочався 31 липня 2015 року, протягом першого тижня фільм був показаний у 100 кінотеатрах і зібрав 33 658 $. Станом на 10 серпня 2015 року показ фільму триває 11 днів (1,6 тижня) і за цей час зібрав у прокаті у США 70 532 доларів США (за іншими даними 147 219 $), а у решті світу 168 436 $, тобто загалом 70 532 доларів США (за іншими даними 315 655 $) при бюджеті 33 млн доларів США.

### Нагороди і номінації
| Нагороди і номінації фільму «Неймовірна подорож містера Співета» | Нагороди і номінації фільму «Неймовірна подорож містера Співета» | Нагороди і номінації фільму «Неймовірна подорож містера Співета» | Нагороди і номінації фільму «Неймовірна подорож містера Співета» | Нагороди і номінації фільму «Неймовірна подорож містера Співета» |
| Рік                                                              | Нагорода                                                         | Категорія                                                        | Номінант                                                         | Результат                                                        |
| ---------------------------------------------------------------- | ---------------------------------------------------------------- | ---------------------------------------------------------------- | ---------------------------------------------------------------- | ---------------------------------------------------------------- |
| 2014                                                             | Camerimage                                                       | Найкращий 3D художній фільм                                      | Томас Хардмеєр                                                   | Перемога                                                         |
| 2014                                                             | Кінопремія «Сезар»                                               | Найкраща робота оператора                                        | Томас Хардмеєр                                                   | Перемога                                                         |
| 2014                                                             | Кінопремія «Сезар»                                               | Найкращі костюми                                                 | Мадлен Фонтен                                                    | Номінація                                                        |
| 2014                                                             | Кінопремія «Сезар»                                               | Найкращі декорації                                               | Мадлен Фонтен                                                    | Номінація                                                        |
| 2014                                                             | Премія «Люм'єр»                                                  | Найкращий оператор                                               | Томас Хардмеєр                                                   | Перемога                                                         |
| 2014                                                             | Нагорода «Світовий Саундтрек»                                    | Відкриття року                                                   | Деніс Санакор                                                    | Номінація                                                        |
| 2015                                                             | Нагорода «3D мистецтво»                                          | Нагорода Гарольда Ллойда                                         | Томас Хардмеєр                                                   | Перемога                                                         |
| 2015                                                             | Нагорода «Юпітер»                                                | Найкраща міжнародна акторка                                      | Гелена Бонем Картер                                              | Номінація                                                        |

### Виноски
1. 1 2  The Young and Prodigious T.S. Spivet: Release Info (англ.). Internet Movie Database. Процитовано 12 серпня 2015.
2. 1 2 3 4 5 6  The Young and Prodigious T.S. Spivet (2013) (англ.). The Numbers. Процитовано 12 серпня 2015.
3. 1 2 3  The Young & Prodigious T.S. Spivet (англ.). Box Office Mojo. Процитовано 12 серпня 2015.
4. 1 2  The Young and Prodigious T.S. Spivet (англ.). Internet Movie Database. Процитовано 12 серпня 2015.
5. ↑  The Young and Prodigious T.S. Spivet (2013) (англ.). Allmovie. Процитовано 12 серпня 2015.
6. 1 2  The Young and Prodigious T.S. Spivet: Full Cast & Crew (англ.). Internet Movie Database. Процитовано 12 серпня 2015.
7. ↑  Неймовірна подорож містера Співета / The Young and Prodigious T.S. Spivet (2013). Hurtom.com. 14 червня 2015. Процитовано 12 серпня 2015.
8. ↑  The Young and Prodigious T.S. Spivet (англ.). Rotten Tomatoes. Процитовано 12 серпня 2015.
9. ↑  The Young and Prodigious T.S. Spivet (англ.). Metacritic. Процитовано 12 серпня 2015.
10. ↑  The Young and Prodigious T.S. Spivet: Awards (англ.). Internet Movie Database. Процитовано 12 серпня 2015.